# Claves Records
Claves Records est un label discographique suisse de musique classique, basé à Prilly, dans le canton de Vaud, fondé en 1968 par Marguerite Dütschler-Hüber (1931–2006).

## Histoire
Marguerite Dütschler-Hüber fonde Claves, à Thoune, avec sa partenaire d'affaires Ursula Pfahler lorsque son professeur de piano, Jörg Ewald Dähler n’a pu trouver une entreprise pour enregistrer et publier une série de préludes de Bach.
Le label est spécialisé dans la musique suisse mettant l'accent sur les jeunes talents et les interprètes/artistes suisses tels le flûtiste Peter-Lukas Graf, Dietrich Fischer-Dieskau, Teresa Berganza puis Ernst Haefliger, Jörg Ewald Dähler, Heinz Holliger, Dietrich Fischer-Dieskau, Simone Zgraggen, Peter Mieg, Marcello Viotti, Fabio Luisi, Jean-Luc Darbellay, Maurice Steger, Nathan Milstein, Maria Riccarda Wesseling ou Christian Ferras. Claves lance également la carrière d'enregistrement de María Bayo,.
Son  répertoire incorpore des pièces rarement jouées ou jamais gravées sur disque ainsi que des enregistrements historiques à partir de documents d'archives de la radio et télévision suisse parmi lesquels figurent Clara Haskil, Nathan Milstein, Arturo Benedetti Michelangeli, Emil Gilels, Leonid Kogan, Nikita Magaloff, Arthur Grumiaux et Van Cliburn. Le label travaille également avec les orchestres de Chambre tels l'English Chamber Orchestra, l'Orchestre de Chambre de Lausanne et le Chamber Orchestra du Kremlin. Dans les années 1980, ont été ajoutés au catalogue des enregistrements lyriques avec le chef d'orchestre suisse Marcello Viotti et le duo de piano Duo Crommelynck et  pour ce qui est du baroque, des enregistrements de Diego Fasolis.
Claves Records SA est « incorporé » officiellement en 2000. En 2004, le label est acquis par la fondation Clara Haskil, puis par Olivier Verrey qui dirige l'entreprise avec d'autres membres du conseil d'administration. Son premier directeur exécutif fut Antonin Scherrer suivi par Thierry Scherz. En 2010, Patrick Peikert succède à Scherz comme directeur général.